# 松本亨の株式必勝学
『松本亨の株式必勝学』（まつもととおるのかぶしきひっしょうがく）は、1988年にイマジニアから発売された、株式投資シミュレーションゲーム。後に続編『松本亨の株式必勝学II』（1989年）も発売された。
経済評論家で株式投資に関する書籍も手がけていた、松本亨（以下松本）が本作の監修を務めた。キャラクターデザインは当時の『ヤングジャンプ』連載漫画『かっとびハート』の作者・山科けいすけ。音楽は澤和雄。

## 概要
松本への弟子入り条件として課せられた課題「2年間で100万円を1億円以上に増やすこと」が目的。株式だけなく、不動産・中国ファンド・定額保険・定期預金などが金融商品として登場する。株価の動きはプレイ毎に多少のズレはあるものの一定なので、プレイを重ねて動きを覚えれば容易に資産を増やすことができる。
一度ゲームをクリアすると、クリア後の特典としてタイトル画面にある「SPECIAL」が選択可能となり、日刊ゲンダイに記載された暗号を入力することで、松本からの実際の投資情報を聞くことができた。

## ゲーム内容

### システム
プレイ期間は1988年1月1週から1989年12月4週までの2年間だが、月曜から金曜までを1週間として扱い、土日及び祝日・休日の概念はない。1日は8:30からスタートし、11:00から13:00までの間は昼休みのため株価は変動しない。時間は分単位のリアルタイムで進み、株式売買コマンドなどを選択している間でも時間は停止せず、16:00になるかカレンダーコマンドを選ぶと翌日に進む。現金の計算中も時間が進むため、株式売買で億単位の現金移動が発生するとそれだけで1日が経過する。
プレイヤーのパラメーターとしてLE（レベル）・HP（ヘルスポイント）・LP（ライフポイント）の3種があり、2週間毎のHP・LP増加量に伴いレベルがあがり、1日に取引できる回数が増えるほか様々なメリットが増える。
HP・LPが0になる、銀行・医者からの借金を弁済できない、証券会社から取引停止処分（後述）を受けるとゲームオーバーになるが、松本の力添えで1回だけコンティニューできる。
バッテリーバックアップ機能搭載でゲームデータのセーブは毎日自動で行われるが、リセット押下によるバッドイベント回避を防ぐため、セーブ画面以外で電源を切ったり、リセットを押したりすると、現金資産が半額になるペナルティが課せられる。

### 株式売買
松本が選んだ東証100銘柄のみで取引を行い、ジャスダックや大証などは登場しない。売買注文は画面上の株式ボードを切り替え、直接銘柄を指定する形で行われ、証券コードはゲーム中には登場しない。この他、売り板・買い板が無い、信用取引の仕組みが実際のものと異なるなど、ファミコンユーザー向けに売買システムの簡略化がなされている。
なお現物買いが約定した場合、その場で代金を全額支払わねばならず代金が不足していると売買不成立となり、3回目で「信用失墜」とみなされ証券会社から取引停止を通知されゲームオーバーとなる。
- 現物取引
  - 指値・成り行き2つの方法が可能。指値の場合、指定した株価になれば自動的に約定するが、成り行きの場合、プレイヤーが任意のタイミングでAボタンを押せばその株価で約定となる。（押さない限り約定しない）

- 信用取引
  - 買い玉・売り玉合わせて3銘柄までしか保有できない。実際の信用取引と異なり、現金・現物株式を担保として差し出す必要がないため追証は発生しない。指値のみの注文で、注文時に指値×株数の30%を委託保証金として支払うが、注文不成立の場合、保証金は全額返還される。建て玉は6ヶ月後（指定銘柄の場合3ヶ月後）に反対売買[注釈 4]で決済しなければいけない[注釈 5]。

### その他
チャート
6ヶ月週足チャートを見ることができる。有料で1日2回まで。
情報
一般紙・業界誌・友人・証券マン・松本亨から投資情報を入手する。紙媒体の情報は有料だが他は無料で入手できる。レベルに応じて1日に実行できる回数に制限があり、松本亨はレベルが低いうちは殆ど合うことができない。
ステータス
レベル・HP・LP、持ち株・不動産など自分の資産を見る。
ハプニングサイン
給与収入・結婚・出産・家族の病気・交通事故・盗難など、プレイヤーの身辺に発生したイベントを確認するコマンド。給与収入は毎週月曜日に必ず発生するが、それ以外のイベントは不定期で発生し、何が起こったかを事前に知ることはできない。
購入
スケート・スキーなどのスポーツや映画・旅行といったレジャーを楽しむ娯楽コマンド。病気や経日によって減少したHP・LPを上昇させる。この他、トレーニングジムや自動車・カメラなどのアイテムも購入できる。
資産運用
中国ファンド・定額保険・定期預金・不動産などの金融商品を購入するコマンド。購入した不動産は売却することも可能。
借り入れ
融資の借り入れと返済を行う。定期預金残高の2倍まで融資を受けられるので「融資された現金を全額定期する→さらに融資を受ける」の繰り返しで序盤から多額の資金を運用に回すことができる。
カレンダー
日付を1日進める。ハプニングサイン点滅時は使えない。

## 音楽
- タイトル - スコット・ジョプリンの「ジ・エンターテイナー」[注釈 7]。

- プレイ画面 - リヒャルト・ワーグナーの楽劇「ニュルンベルクのマイスタージンガー」（1859年）第1幕への前奏曲。

- エンディング - ベートーヴェンの「交響曲第9番」（1824年）。

- ゲームオーバー - バッハの「トッカータとフーガニ短調」。

## 評価
- ゲーム誌『ファミコン通信』の「クロスレビュー」では、8・8・8・6の合計30点（満40点）でシルバー殿堂入りを獲得[2]、レビュアーの意見としては、お見合い話や交通事故に遭うなど株式シミュレーターを人生ゲームのようにオブラートに包んだような作品で株を知っている方がいいが知らなくても結構遊べる、時間経過がとても速くハラハラするが昼休みは長くて感じられて心臓に悪い、株に興味ある人は絶対に買いだと賞賛した。[2]。

- ゲーム誌『ファミリーコンピュータMagazine』の読者投票による「ゲーム通信簿」での評価は以下の通りとなっており、20.38点（満30点）となっている[1]。また、同雑誌1991年5月10日号特別付録の「ファミコンロムカセット オールカタログ」では、「株の世界では有名な松本亨さんがシナリオを書いているので、本格的なシミュレーションになっている」、「株を知らない人は全然面白くないかも」と紹介されている[1]。

| 項目 | キャラクタ | 音楽 | 操作性 | 熱中度 | お買得度 | オリジナリティ | 総合  |
| 得点 | 3.73       | 3.16 | 3.22   | 3.52   | 2.68     | 4.07           | 20.38 |